# ミハイル・ミロラドヴィチ

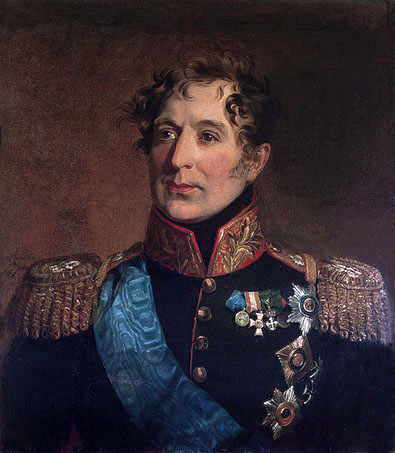
ミハイル・ミロラドヴィチ

ミハイル・アンドレーエヴィチ・ミロラドヴィチ伯爵（Михаил Андреевич Милорадович、Mikhail Andreyevich Miloradovich、1771年10月12日（ユリウス暦10月1日） - 1825年12月26日（ユリウス暦12月14日）は、帝政ロシアの貴族、軍人。ナポレオン戦争でロシア軍の将帥の一人として活躍した。ミロラドヴィチ家はセルビア、ヘルツェゴビナに起源を持つ貴族である。
セルビアを出た後、ロシア軍に入隊し、アレクサンドル・スヴォーロフの下で軍務に就く。対トルコ（オスマン帝国）、ポーランド戦争に従軍。1799年イタリアおよびスイスに遠征し、前衛部隊の指揮官として有能さを発揮した。1805年中将に累進する。ミハイル・クトゥーゾフ将軍の指揮下に入り、アウステルリッツの戦いに参加する。エン川とクレムスの戦闘のあと、12月2日のプラツェン高地での決戦に参加している。
その後、露土戦争（Russo-Turkish War (1806–1812)）に参加し、その令名を高めた。ミロラドヴィチは、「勇敢さとブカレスト救済、1806年」と銘打たれたダイヤモンドによって装飾された名誉の剣を授与されている。1807年トルコ軍を撃破し、1809年にはブルガリアのラッセルヴァート要塞の攻防戦に参加し、1810年歩兵大将に昇進した。
ナポレオンのロシア遠征では、ミロラドヴィチは、ロシア軍の有力な指揮官の一人として活躍した。ボロジノの戦いでは予備兵力である民兵を率いて後衛を担当するも、ロシア軍は敗走を余儀なくされ、ナポレオン・ボナパルト率いる大陸軍はモスクワに入城する。しかし、ナポレオンが退却を開始すると、ミロラドヴィチの率いる部隊はヴャズマの戦いBattle of Vyazmaフランス軍に逆襲し、これを破っている。ミロラドヴィチの部隊はフランス軍をもっとも果敢に攻撃した部隊のひとつであった。1813年バウツェンの戦いBattle of Bautzenでは連合軍の後衛部隊を指揮した。1814年オランダ遠征軍を指揮している。ナポレオン戦争中、負傷らしい負傷を一切負わなかったことから「幸運なミロラドヴィチ」と呼ばれ、部下の将兵からも人気があった。
1818年ペテルブルク軍務知事となる。1825年12月26日（ユリウス暦12月14日）デカブリストの乱が勃発する。翌12月15日新帝ニコライ1世はあくまで流血の悲劇を避けようとしてデカブリストを投降させるため、勅使としてミロラドヴィチを派遣した。ミロラドヴィチは元老院広場でデカブリストの説得に当たり、その説得工作は成功するかに見えたが、首謀者の一人、ピョートル・カホフスキーによって狙撃され落命した。
ロシア史研究家のウラジーミル・ブリュハーノフは、『ミロラドヴィチ伯爵の陰謀』を著し、その中でミロラドヴィチが単なるデカブリストの乱の犠牲者ではなく、デカブリストの乱が成功した場合、軍事独裁者としてデカブリストが推戴する予定者であったと推測している。

## 参照
- この記事にはアメリカ合衆国内で著作権が消滅した次の百科事典本文を含む: Chisholm, Hugh, ed. (1911). "Miloradovich, Michael Andrijevich". Encyclopædia Britannica (英語). Vol. 18 (11th ed.). Cambridge University Press. p. 479.